# Visión de don Túngano

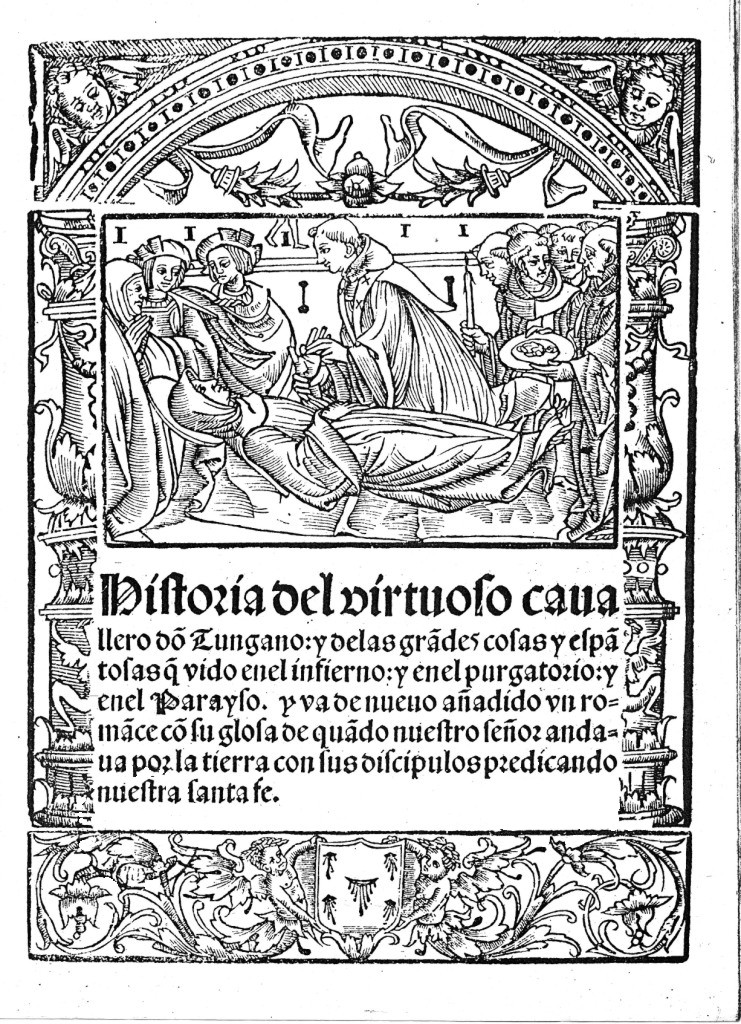
Historia del virtuoso cavallero don Tungano: y de las grandes cosas y espantosas que vido en el infierno: y en el purgatorio: y en el Parayso. Y va de nuevo añadido un romance con su glosa de quan-do nuestro señor andava por la tierra con sus discípulos predicando nuestra santa fe.

La Visión de don Túngano es un viaje alegórico redactado en torno a 1140 por un monje irlandés. Se convirtió en una de las obras paradigmáticas de las visiones apocalípticas. Los testimonios peninsulares de este libro son bastantes, ya que se conservan traducciones al portugués, al catalán y al aragonés. La última edición española se realizó en 

la Imperial ciudad de Toledo por Remón de Petras

y data del año 1526: es una adaptación en pliego de cordel titulada Historia del virtuoso cavallero don Tungano: y de las grandes cosas y espantosas que vido en el infierno: y en el purgatorio: y en el Parayso. 
En la actualidad, La Visión de don Túngano aparece intercalada en la novela Anatomía de la melancolía, del escritor argentino Carlos Aletto.